# Edith Bliss
Edith Bliss (Brisbane, 28 de septiembre de 1959 – 3 de mayo de 2012) fue una cantante y presentadora de televisión australiana.

## Biografía
Bliss estudió en la Universidad de Queensland y, durante un corto espacio de tiempo, trabajó como profesora de una guardería antes de trasladarse a Sydney en 1979. Al principio trabajó como jefa de una zapatería de lujo en Bondi. En 1979, acompañó a un amigo para brindarle apoyo moral en una audición de canto, y se le pidió que también audicionara. Lo hizo y firmó el contrato con ATV Northern Publishing. Bajo la supervisión de Chris Gilbey comenzó a grabar. Ese mismo año lanzó su primer single de debut, "If It's Love You Want", con la discográfica Grundy Organisation, y que alcanzó el número 24 en las listas australianas. Posteriormente grabaría otros dos singles, "Heart of Stone" (#86 Aus) y "Two Single Beds" (#79 Aus), antes de lanzar su álbum Sheer Bliss en 1980.
A punto de lanzar un nuevo single, escrita por Steve Kilbey de The Church, Bliss inició su carrera en televisión. Fue contratada como reportera en la serie infantil Simon Townsend's Wonder World  en 1979. En 1984 Bliss y otro reportero, Phillip Tanner, grabaron desde Rome la serie Wonder World.
Después de Wonder World, Bliss se casaría con el ingeniero de sonido Mark Tanner con el que tuvo cuatro hijosː Eden, Madison, Harrison y Lawson. En 2006, aparecería (ya con su nombre de casada) como concursante en el episodio final del concurso Wheel of Fortune. También aparecería en el programa Where Are They Now? en Seven Network, para la reunión de Wonder World en 2006. Moriría en 2012 a causa de un cáncer de pulmón.